# Хунедоара
Хунедоа́ра, або Гунедоара (рум. Hunedoara, угор. Vajdahunyad, нім. Eisenmarkt, рум. Târgu Fierului) — місто в Румунії, в повіті Хунедоара, в долині річки Чорна (притока річки Муреш).

## Географія
Хунедоара розташоване у південно-західній Трансільванії поблизу гір Пояна-Руске.

## Історія
Після приходу римлян у 106 році тут почалося виробництво заліза у селі Рустіка. Перша згадка про місто з назвою Гунґнод сягає 1265 року.
1514 року спалахнуло селянське повстання під проводом Дєрдь Дожа. З цього приводу багато селян з маєтку Хунедоара були ув'язнені фортеці у вигляді покарання.
Протягом XX століття населення Хунедоара зросло до 86 000 жителів за рахунок швидкої індустріалізації. У місті був найбільший металургійний завод у Румунії (поки Галац не зайняв лідерство), але після падіння залізної завіси діяльність поступово зменшилася через втрату ринку. Це завдало удар по загальному процвітанню міста.

## Пам'ятки

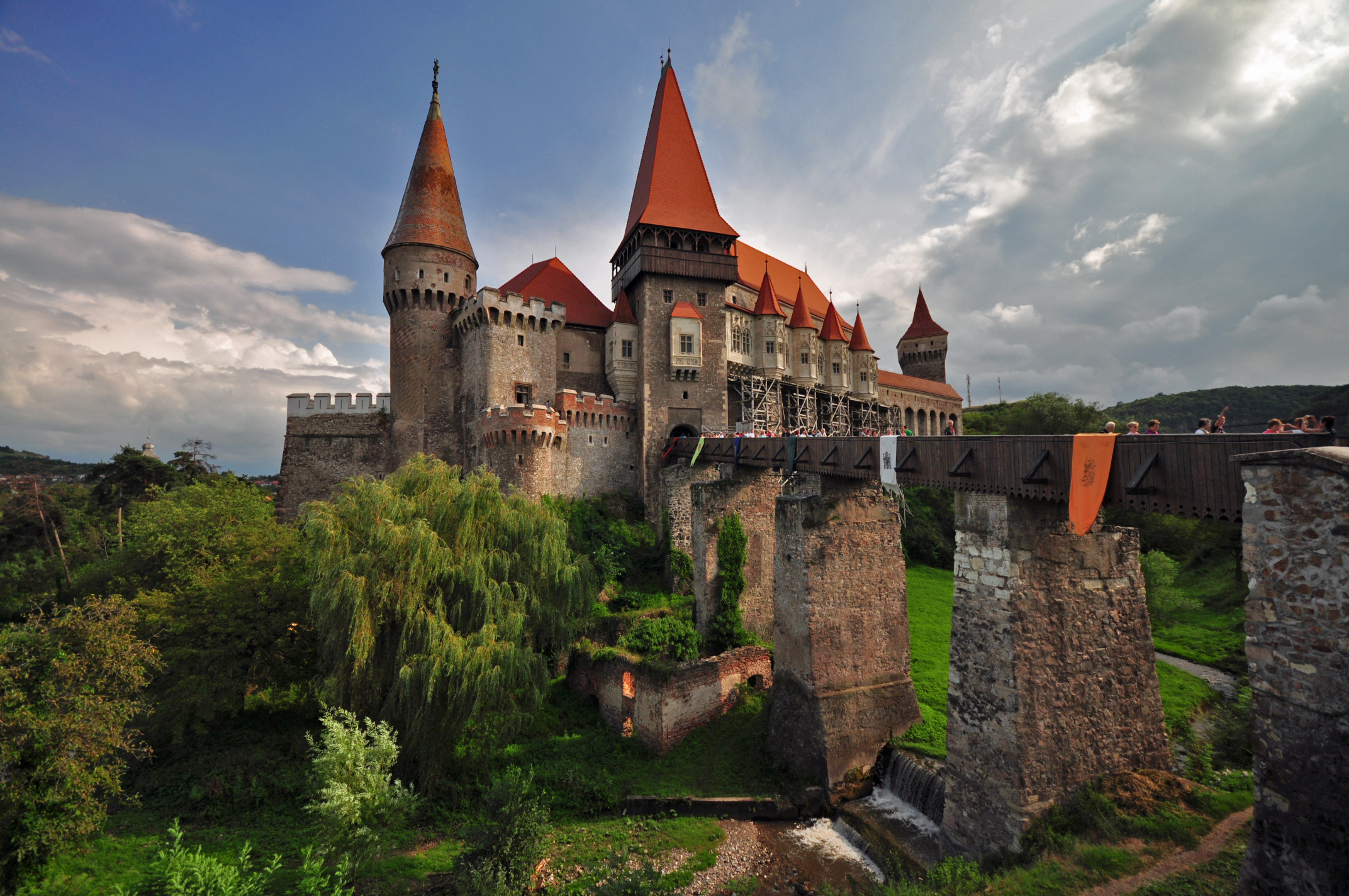
Замок Корвінів

Архітектурна пам'ятка 13 століття — замок Гуньяді, у якому є історичний музей.

## Населення
Населення 79,2 тис. мешканців на 2002 рік.
Етнічний склад міста був таким:
- Румуни: 92,13 %
- Угорці: 5,19 %
- Роми: 1,74 %
- Інші (переважно трансільванські сакси): 0,85 %

## Економіка
Центр чорної металургії. Комбінат ArcelorMittal Hunedoara (3 млн. т сталі на рік) використовує місцевий залізняк (родовища в горах Пояна-Руске) і кам'яне коксівне вугілля Петрошенського басейну. Підприємства коксової, хімічної, харчової промисловості, виробництво будматеріалів.

## Відомі люди
- Янош Гуньяді — угорський військовий і політичний діяч, воєвода Трансильванії, генерал і регент угорського королівства.
- Матвій Корвін — король Угорщини і Хорватії.
- Мірча Реднік — румунський футболіст.
- Георге Крайовяну — румунський футболіст.
- Богдан Лобонц — румунський футболіст.

## Міста-побратими
- Аржантей, Франція, 1973
- Зеніца, Боснія і Герцеговина, 1974
- Сомбатхей, Угорщина, 1990
- Деріндже, Туреччина, 2000

## Світлини

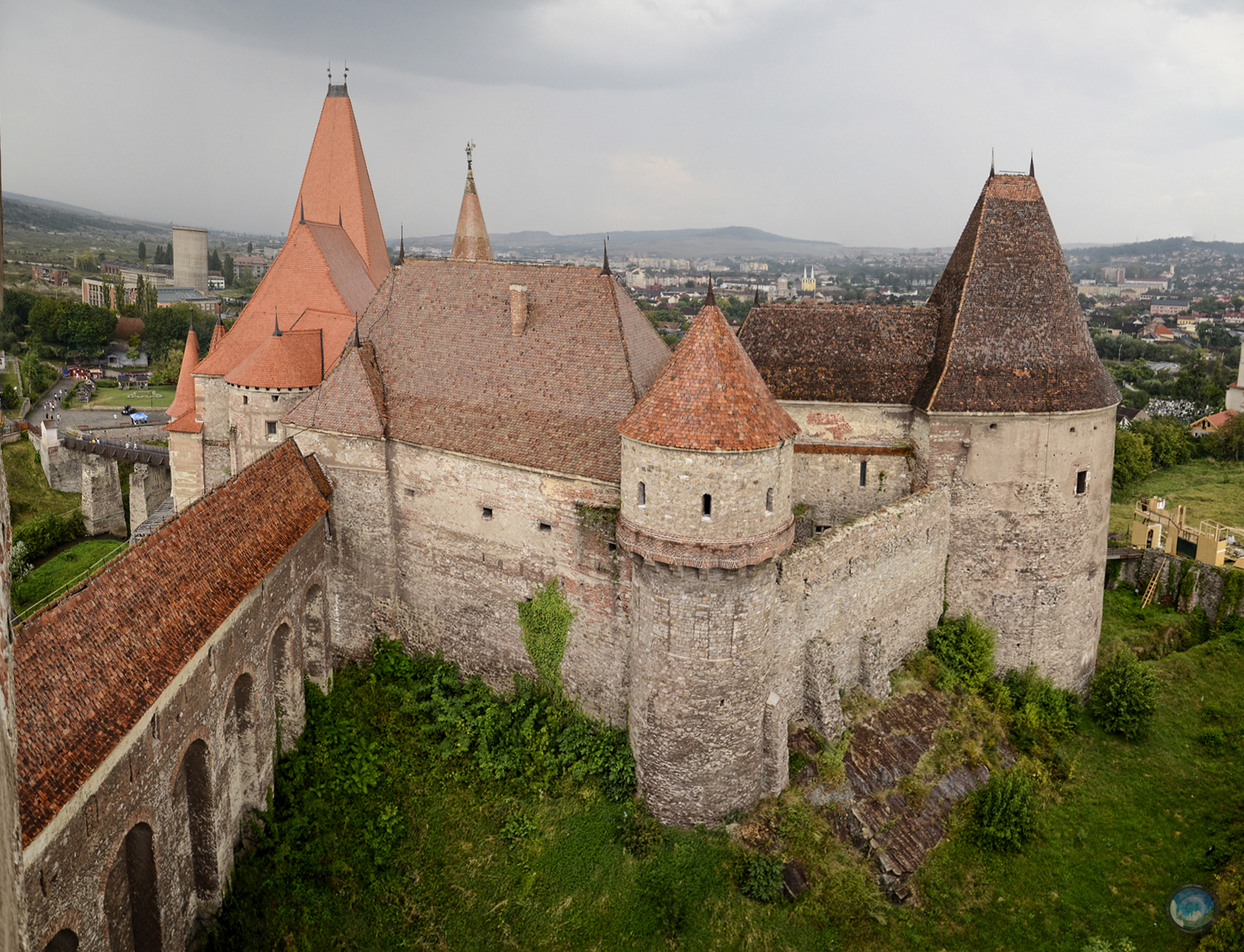
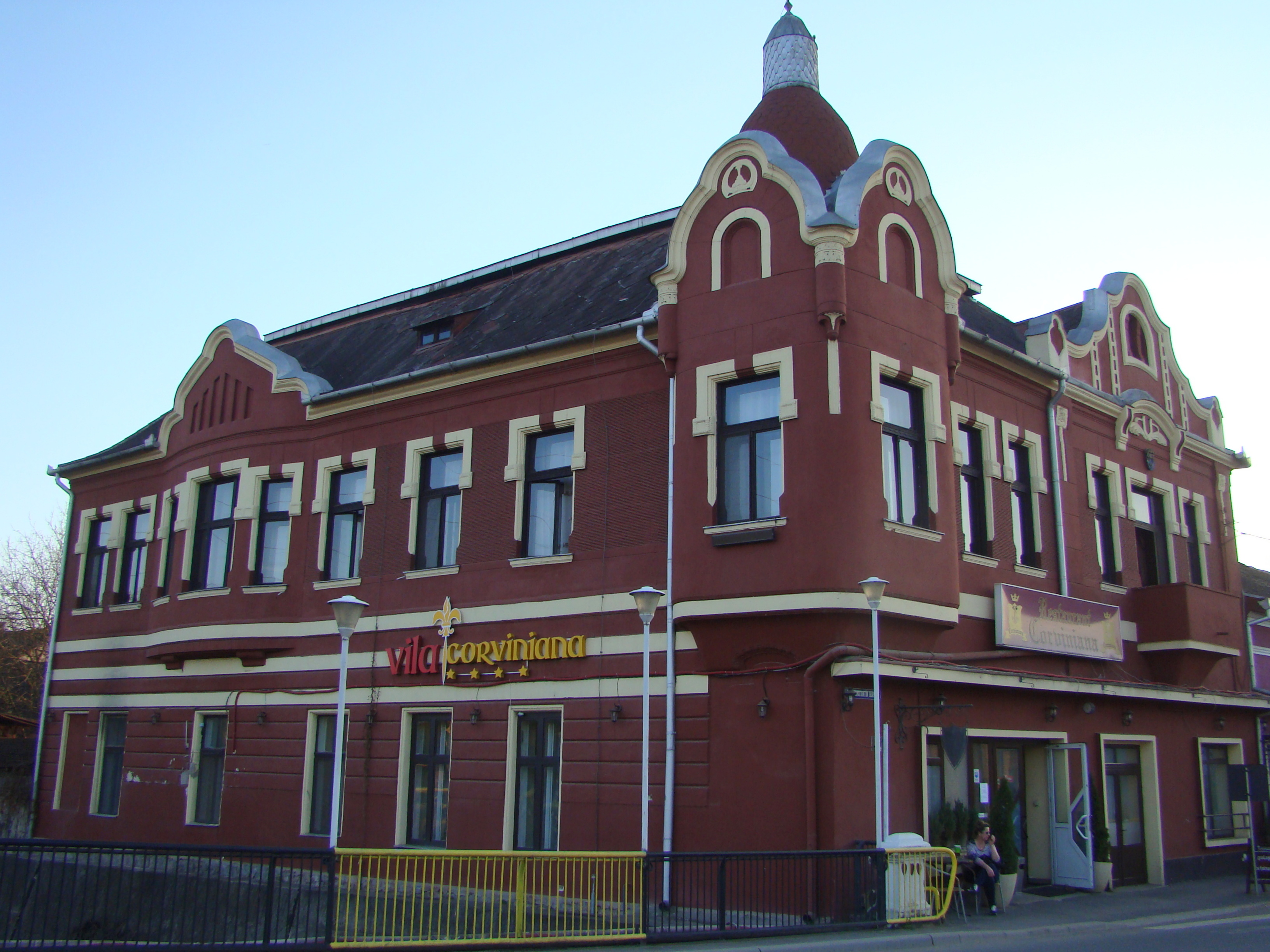
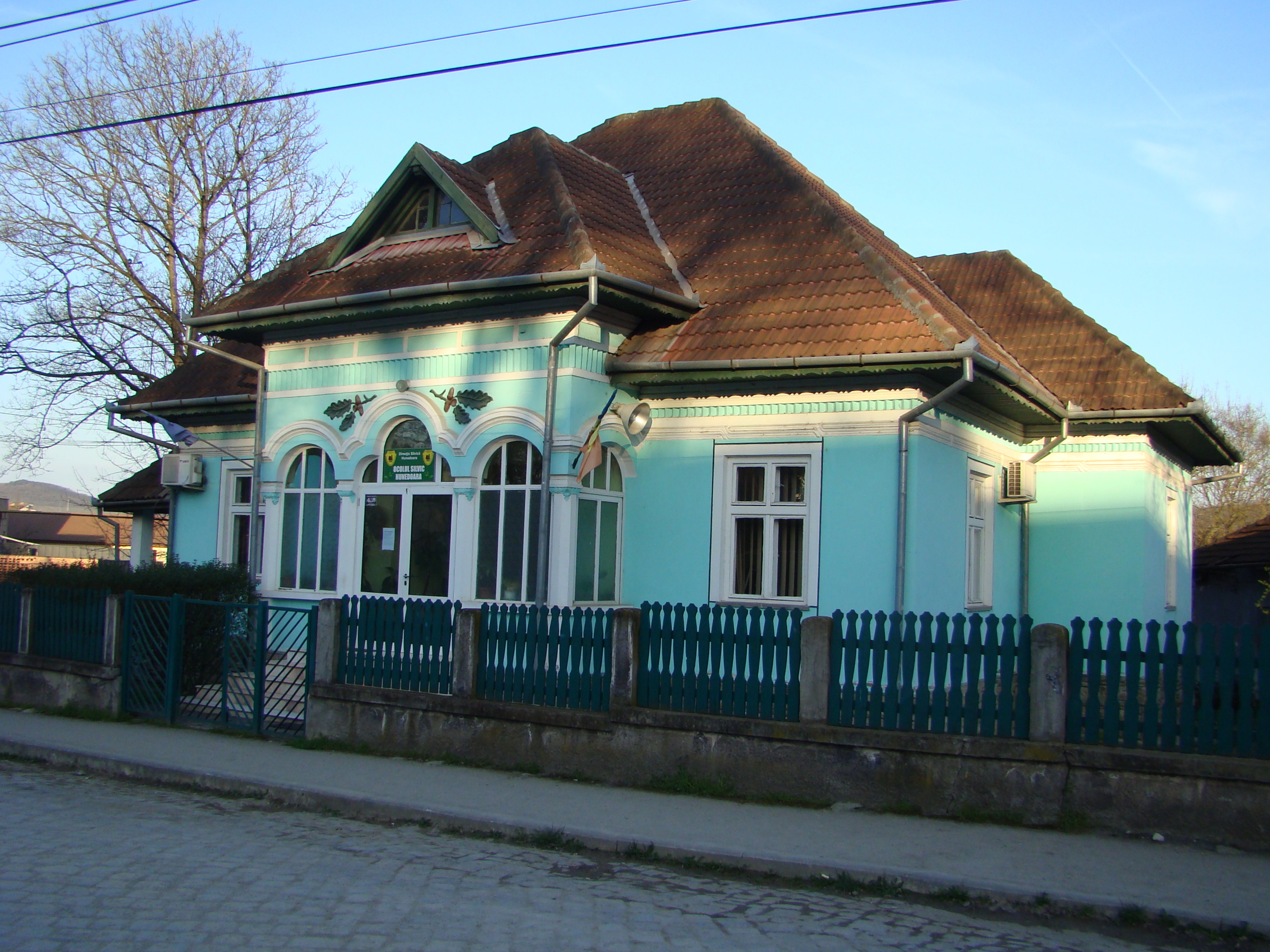
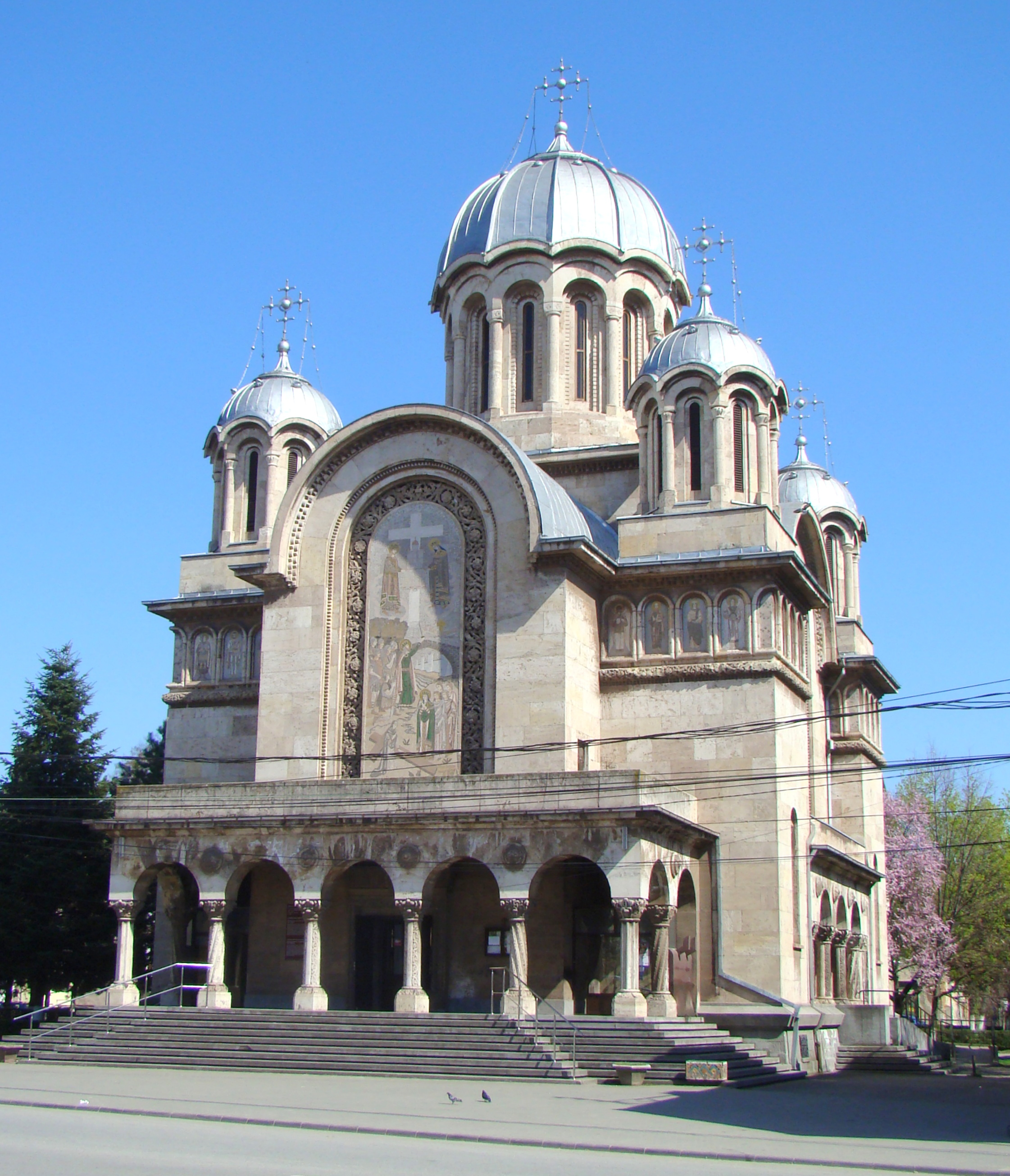
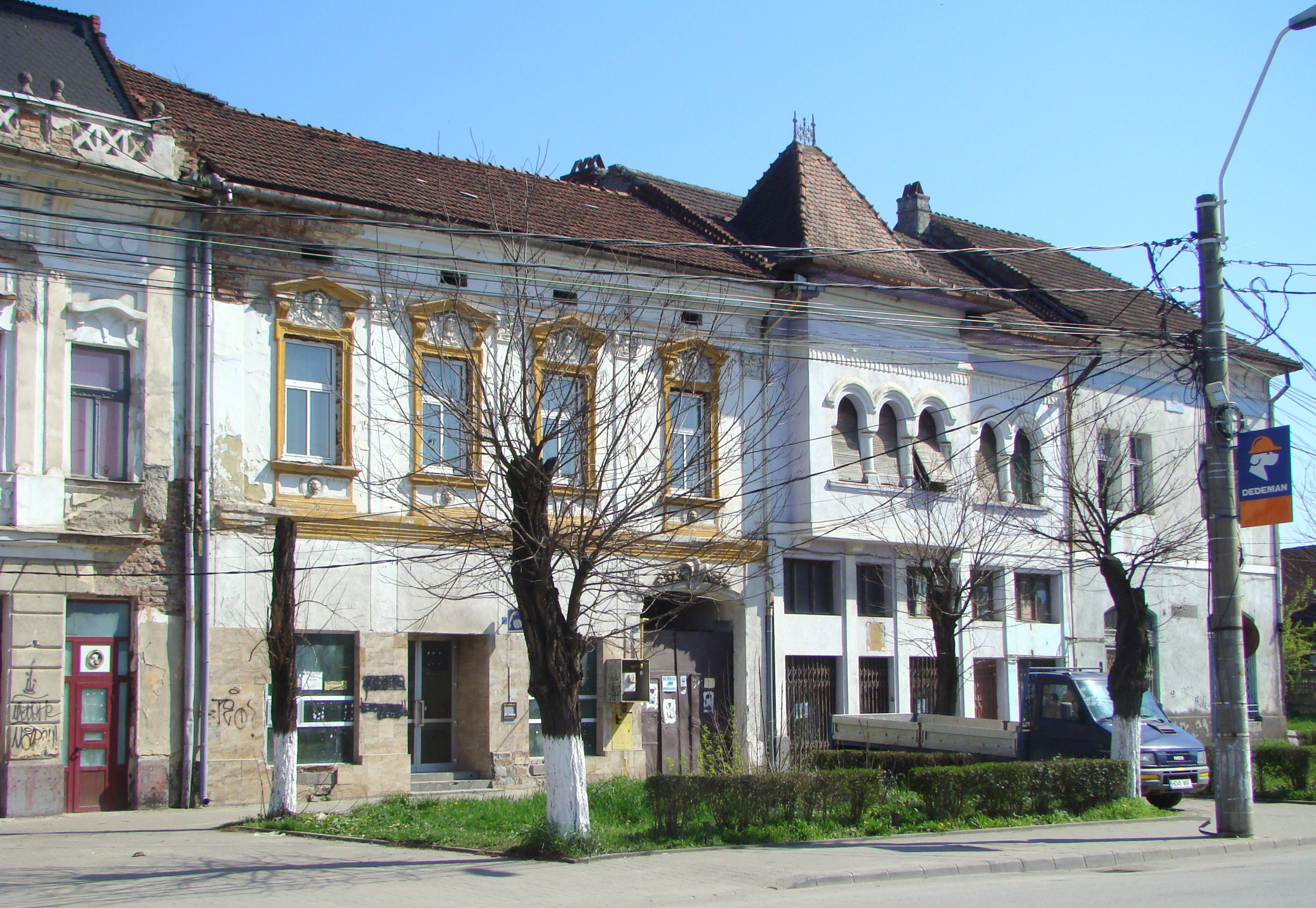